# Becquerel
Becquerel (símbolo Bq) é a unidade de medida no Sistema Internacional (SI) para atividade de um radionuclídeo. O nome becquerel foi adotado pela 15ª Conferência Geral de Pesos e Medidas em 1975.
É definido como: 1 Bq = 1s−1, ou seja um becquerel corresponde a uma desintegração nuclear por segundo.
O nome dessa unidade é uma homenagem ao físico Antoine Henri Becquerel, ganhador do Prêmio Nobel de física de 1903, juntamente com Pierre e Marie Curie, pelos estudos sobre a descoberta da radioatividade.